# Jesús Aguilar Padilla

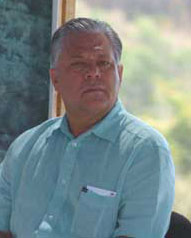
Jesús Alberto Aguilar Padilla

Jesús Alberto Aguilar Padilla (El Llano de la Carrera, 24 februari 1952 – Culiacán, 30 januari 2023) was een Mexicaans politicus van de Institutioneel Revolutionaire Partij (PRI).
Aguilar is afgestudeerd in de rechten en heeft verschillende bestuurlijke functies vervuld in Sinaloa en zijn partij. In 2004 versloeg hij met een zeer krappe marge Heriberto Félix Guerra in de gouverneursverkiezingen en op 1 januari 2005 werd hij ingehuldigd als gouverneur. Zijn termijn liep tot 2011.